# Biéville-Quétiéville
Biéville-Quétiéville là một xã ở tỉnh Calvados, thuộc vùng Normandie ở tây bắc nước Pháp.